# Медуэй (река)
Медуэ́й (англ. Medway, древн. Vaga) — река в Англии, проходит по графствам Кент и Восточный Суссекс, судоходна до Пенсгёрст, впадает в эстуарий Темзы близ города Ширнесс. Длина реки — 113 км. Бассейн реки занимает площадь 2409 км² (930 миль²) — крупнейший на юге Англии.
Высота истока — 149 м над уровнем моря.

## Навигация

Реки графства Кент

До 1746 года судоходство по реке начиналось только ниже Мейдстона, с этой точки в каждом населённом пункте у реки имелся свой причал. Среди перевозимых грузов были преимущественно зерно, различные корма, фрукты, камень и древесина.
После улучшения каналов в 1746 году по этой реке могли пройти баржи водоизмещением 40 тонн и достичь Ист Фарли, Ялдинга и даже Тонбриджа. В 1828 году канал был расширен до деревни Ли. На реке расположены 11 шлюзов: нижний, открытый в 1792 году, находится в Аллингтоне, далее расположены шлюзы в Ист Фарли, Тестоне, Хэмпстед Лэйне, заброшенный шлюз в Стонхеме, шлюз Слуис Вейр, шлюз Оак Уиер, восточный шлюз, шлюзы в Портере, Элдридж и городской шлюз в Тонбридже. Принимают суда длиной до 24 м (80 футов), шириной до 5,5 м (18 футов) и осадкой до 1,2 м (4 фута). Мелководная точка находится чуть ниже шлюза Слуис Вейр, который периодически заиливается после сильных дождей.
Дальше Пенсгёрста могут пройти только мелкие суда, такие как каноэ.

## История
В долине реки Медуэй учёные обнаружили гигантские каменные топоры возрастом около 300 тыс. лет, в том числе размером более 22 см.
По всей длине реки Медуэй археологами обнаружено множество древних сооружений, относящихся к каменному веку, образовавшие целую группу — «Медуэйские мегалиты», среди которых, так называемый Дом Китс-Коути. Также обнаружены кубки и украшения бронзового века, места захоронения и другие находки железного века. Были найдены и следы пребывания римлян и ютов.
Два военных действий были названы в честь реки: Битва Медуэй (43 год н. э.) во время римского вторжения в Британию, а другая — Рейд на Медуэй, состоялась в 1667 году во время второй англо-голландской войны.
В 1824 году завершено строительство канала между Темзой и Медуэй, связывающего Струд и Грейвсенд, но после строительства юго-восточной железной дороги в 1849 году эксплуатировался редко. Западная часть канала использовалась до 1934 года.
В 1942 году в рамках операции «Плутон» на реке Медуэй прошли испытания подводного нефтепровода. В случае успеха предполагалось проложить трубопровод по дну Ла-Манша между Англией и Францией с целью обеспечить войска антигитлеровской коалиции топливом во время вторжения во Францию.

## Галерея

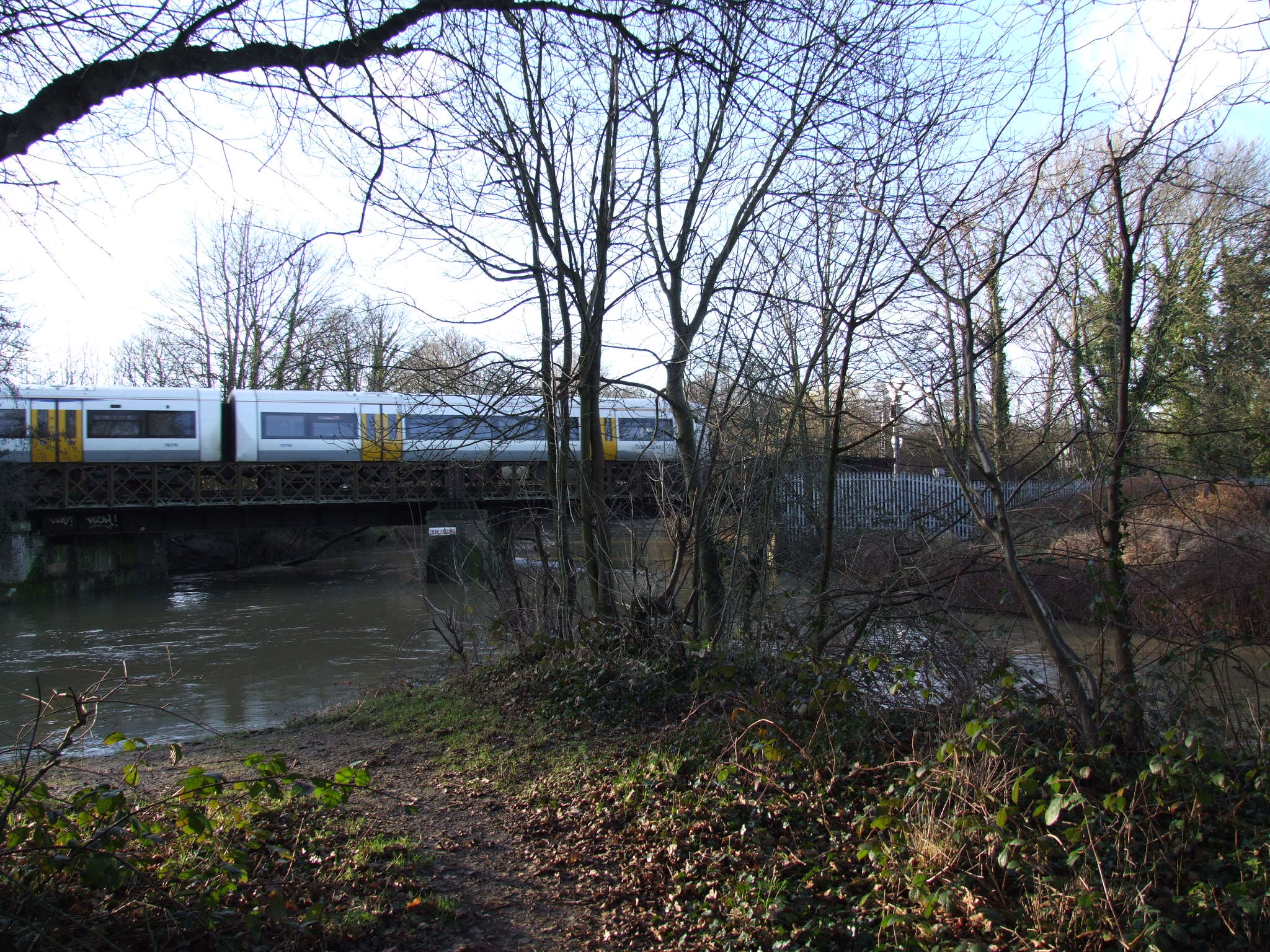
Через Тонбридж река проходит несколькими каналами
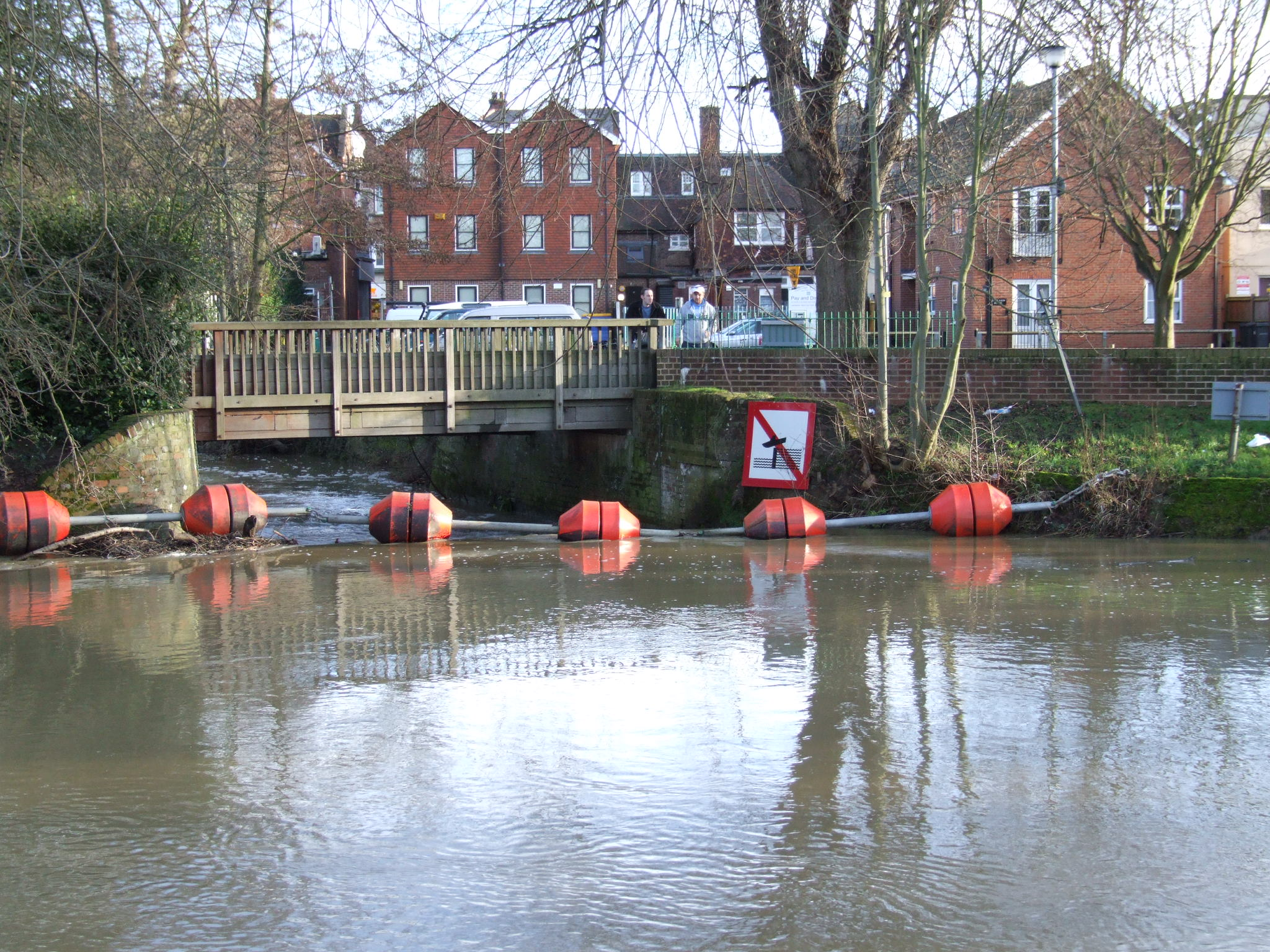
Заграждения на одном из каналов Тонбриджа
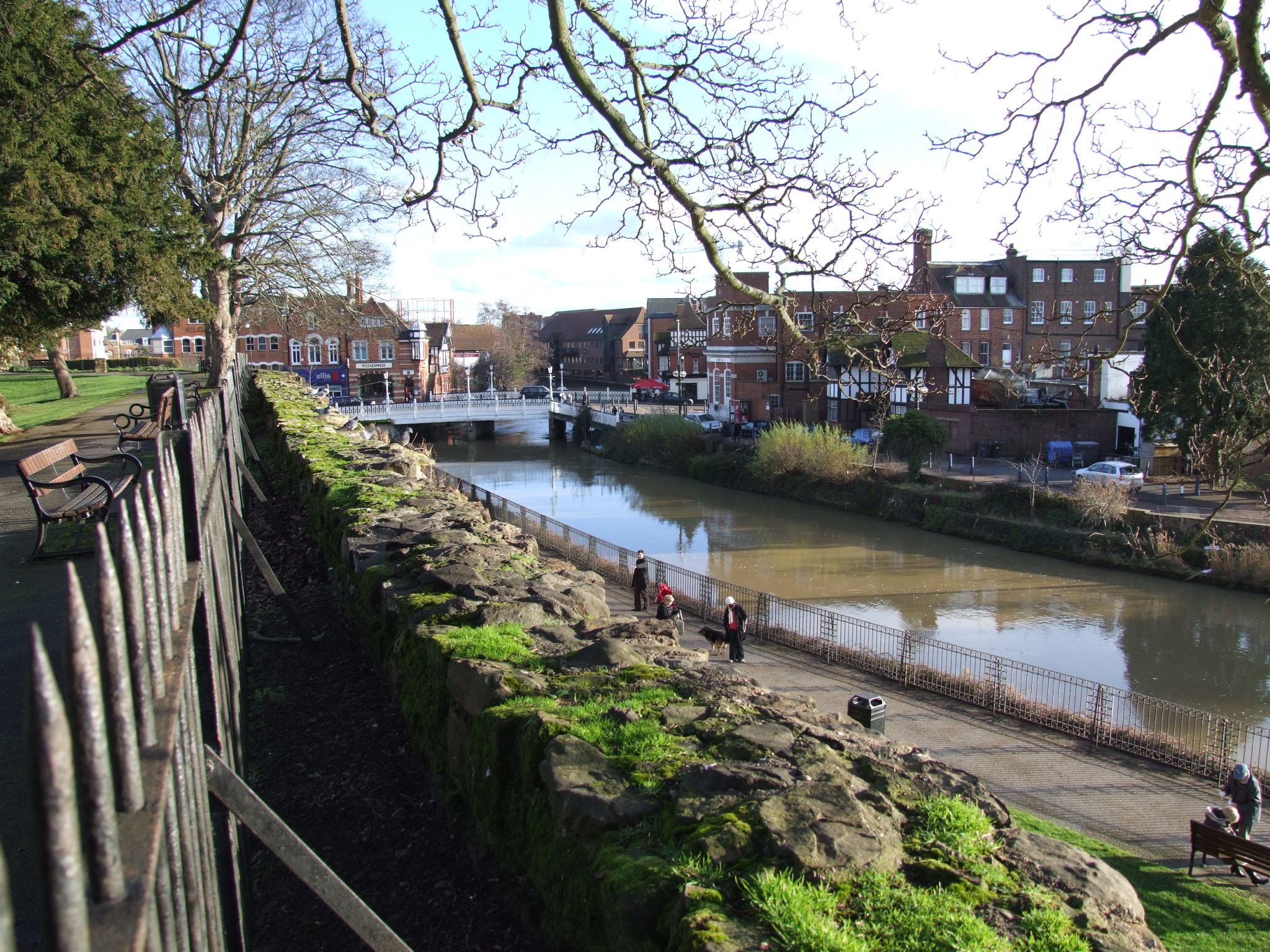
Река Медуэй в Тонбридже
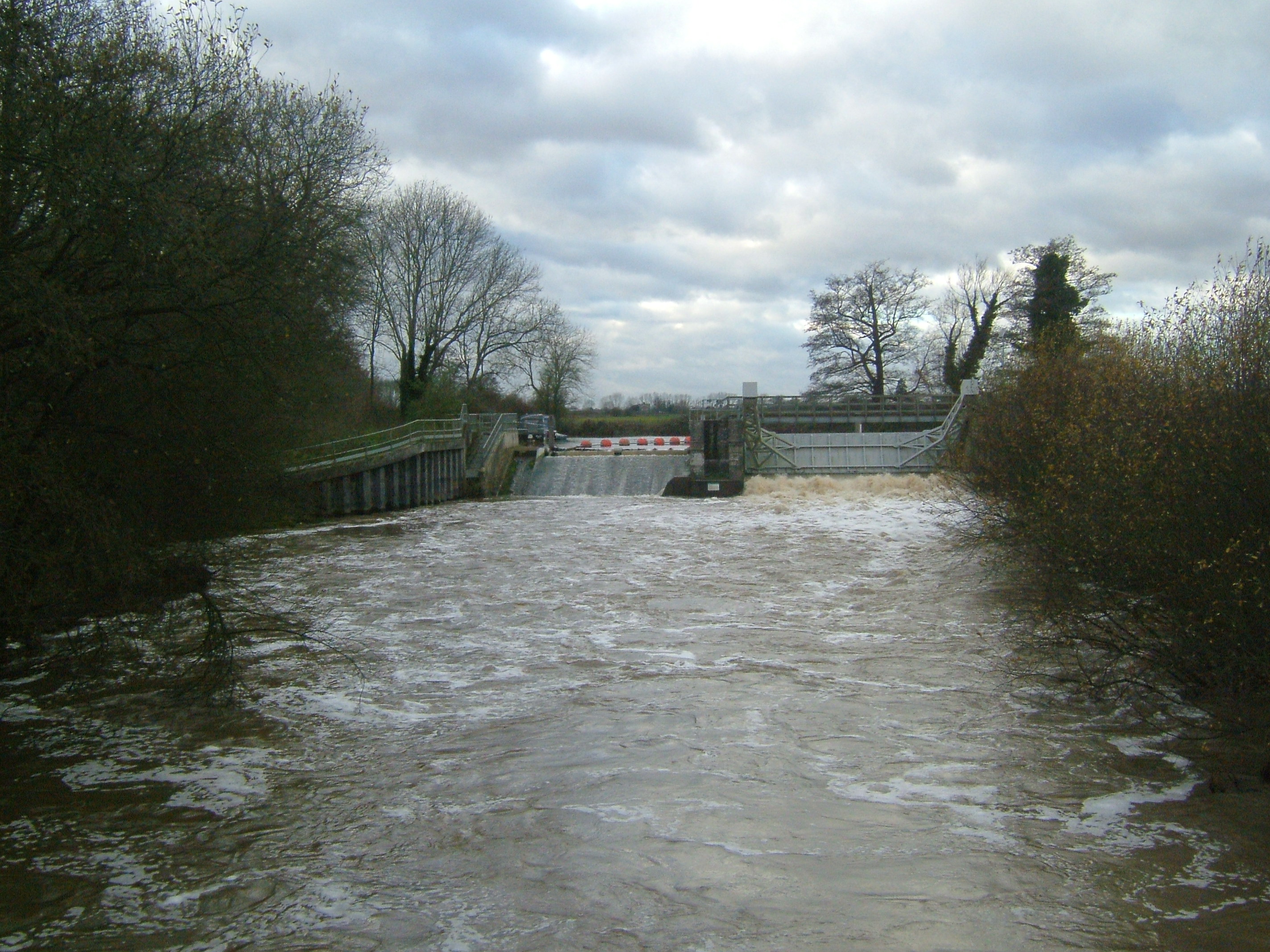
Шлюз Слуис-Вейр
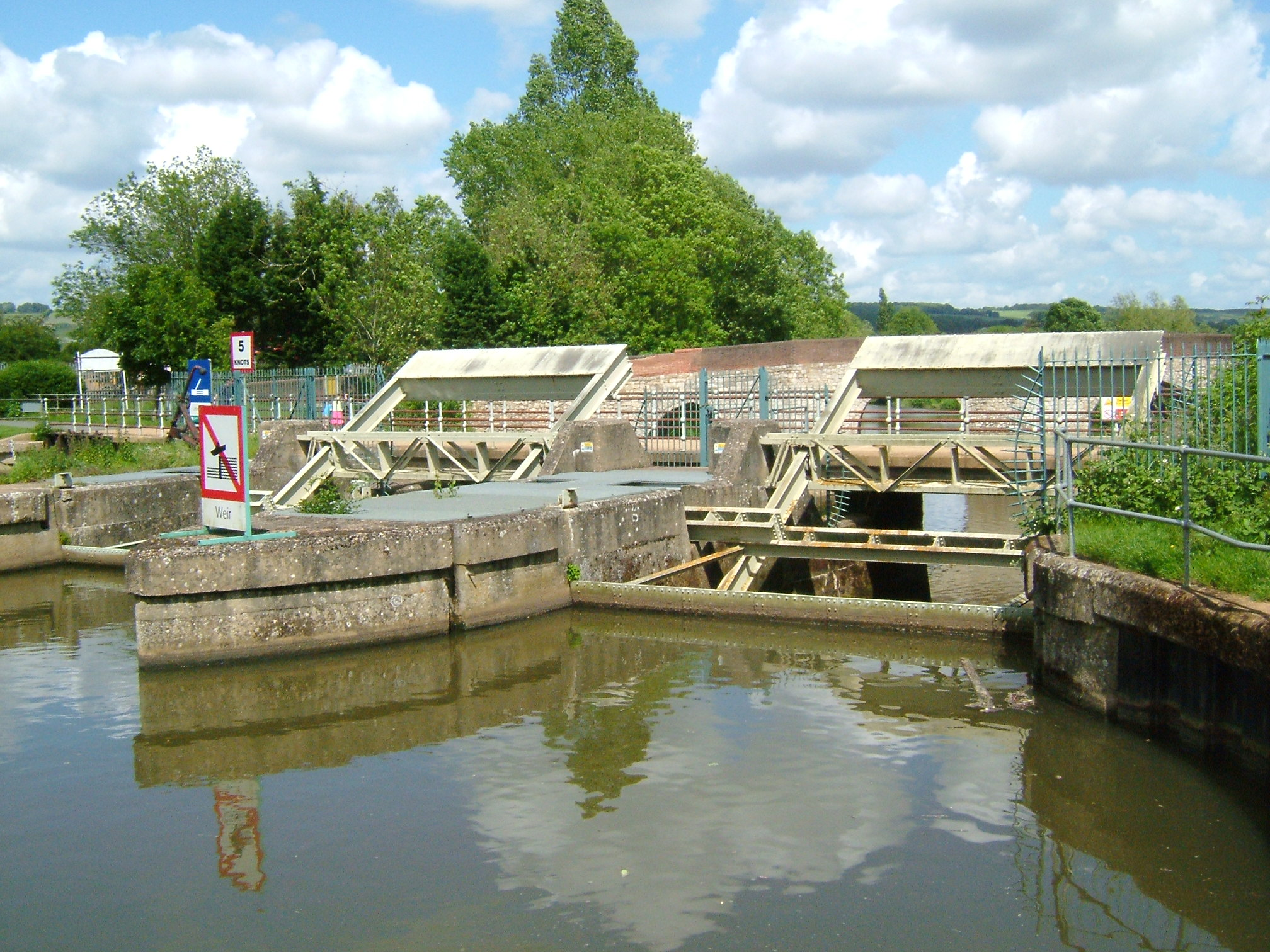
Шлюз в Ялдинге
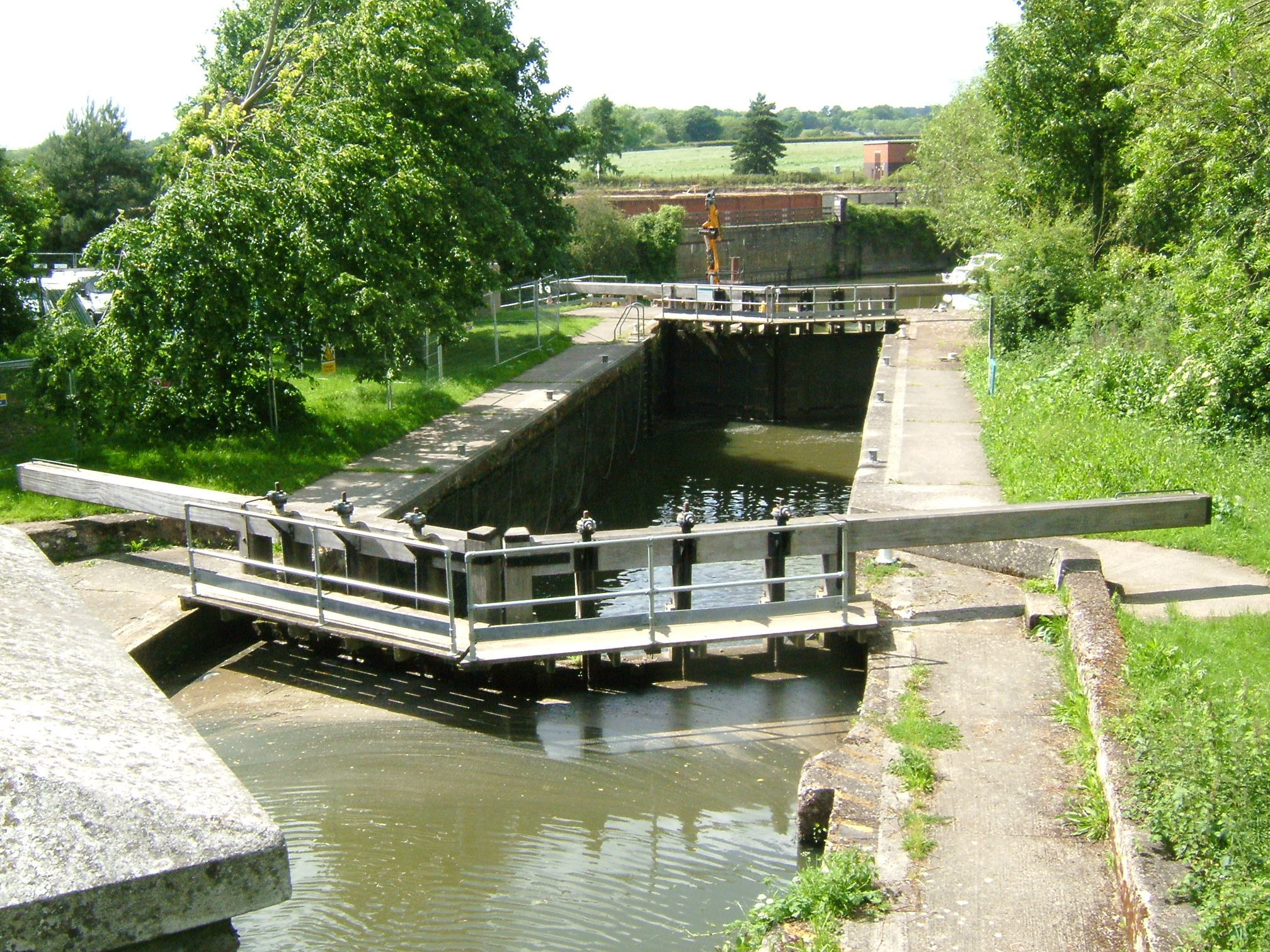
Шлюз Хэмпстед-Лэйн
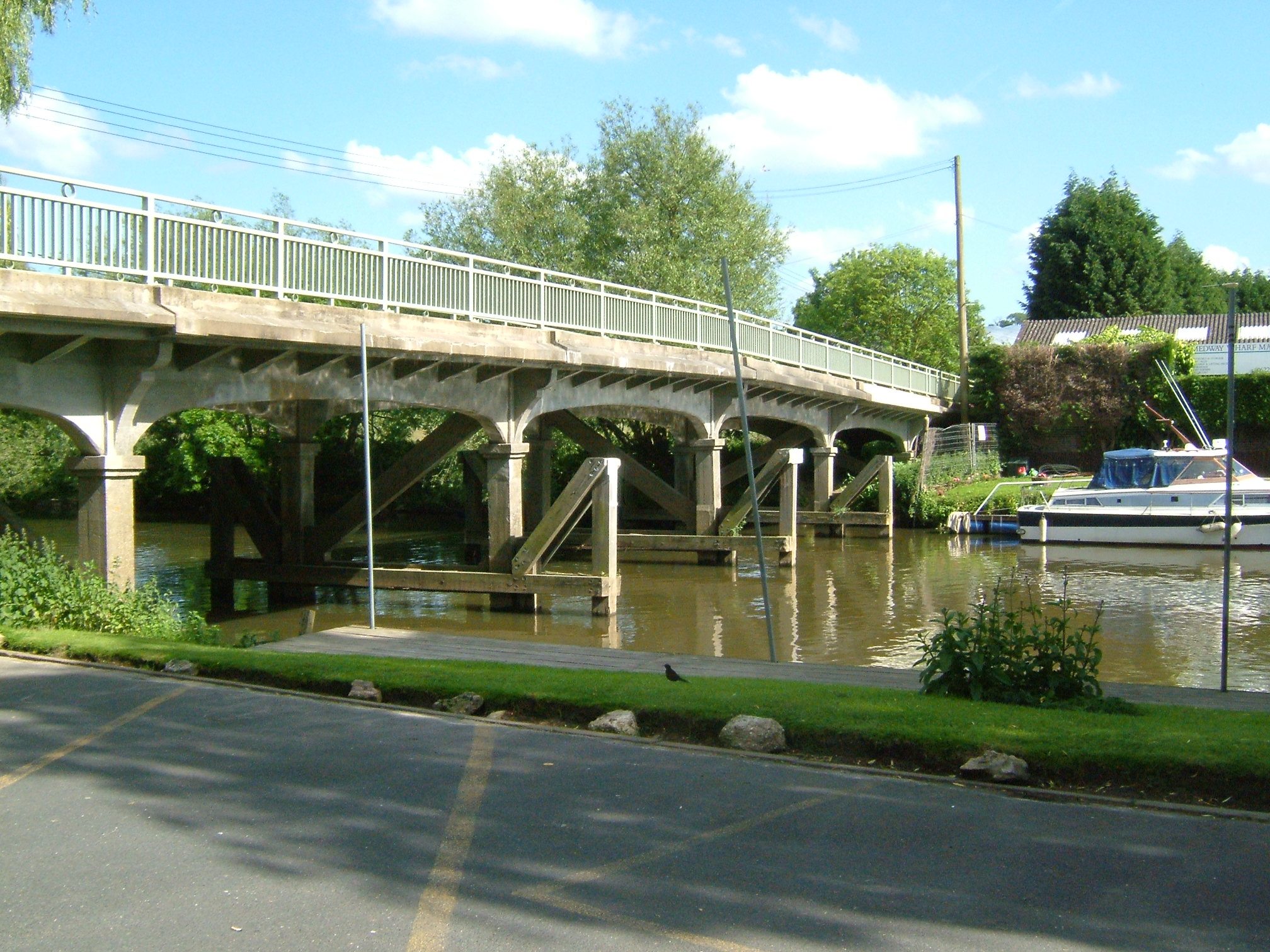
Мост близ Уотерингбери
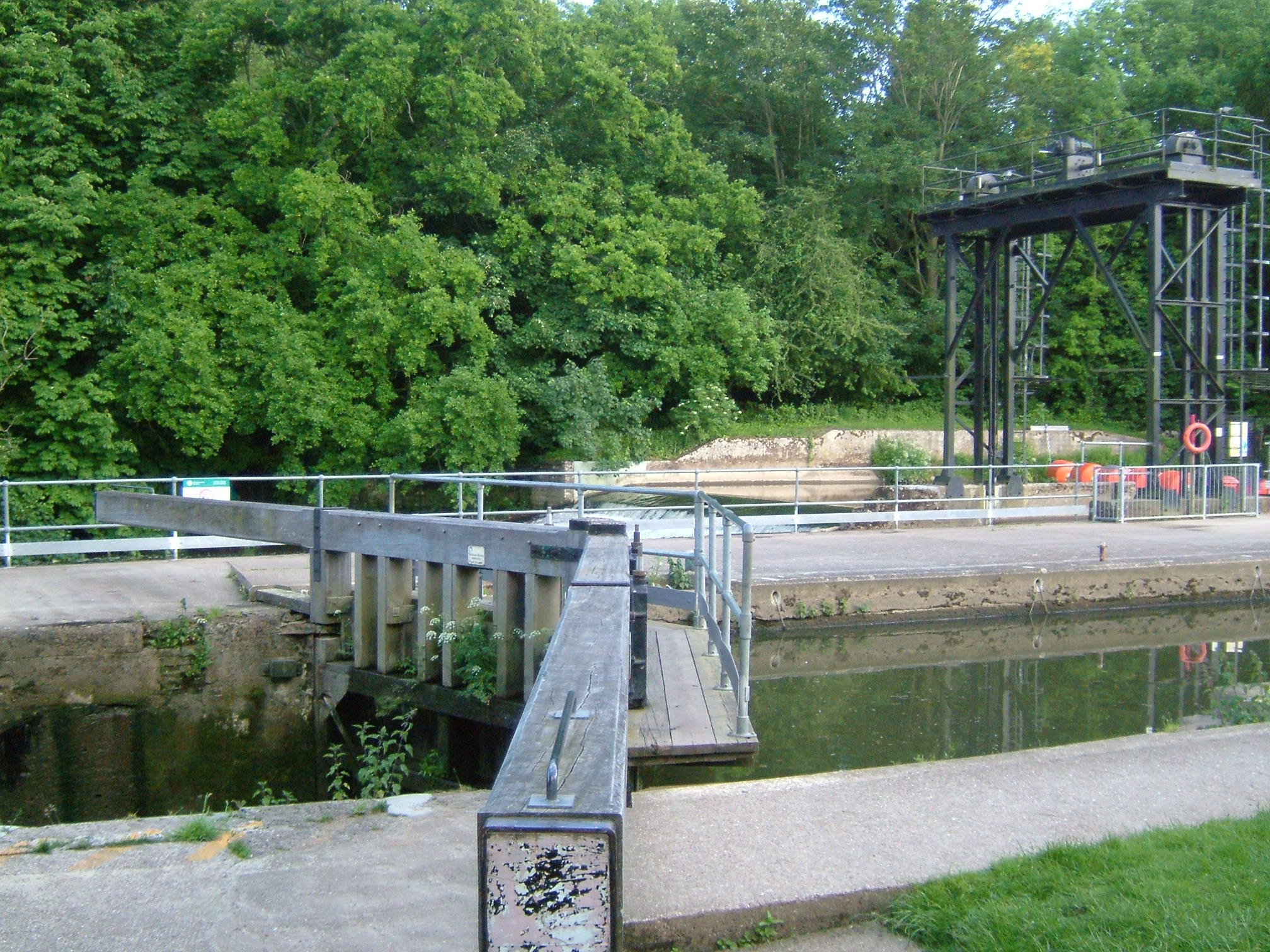
Шлюз Тестон
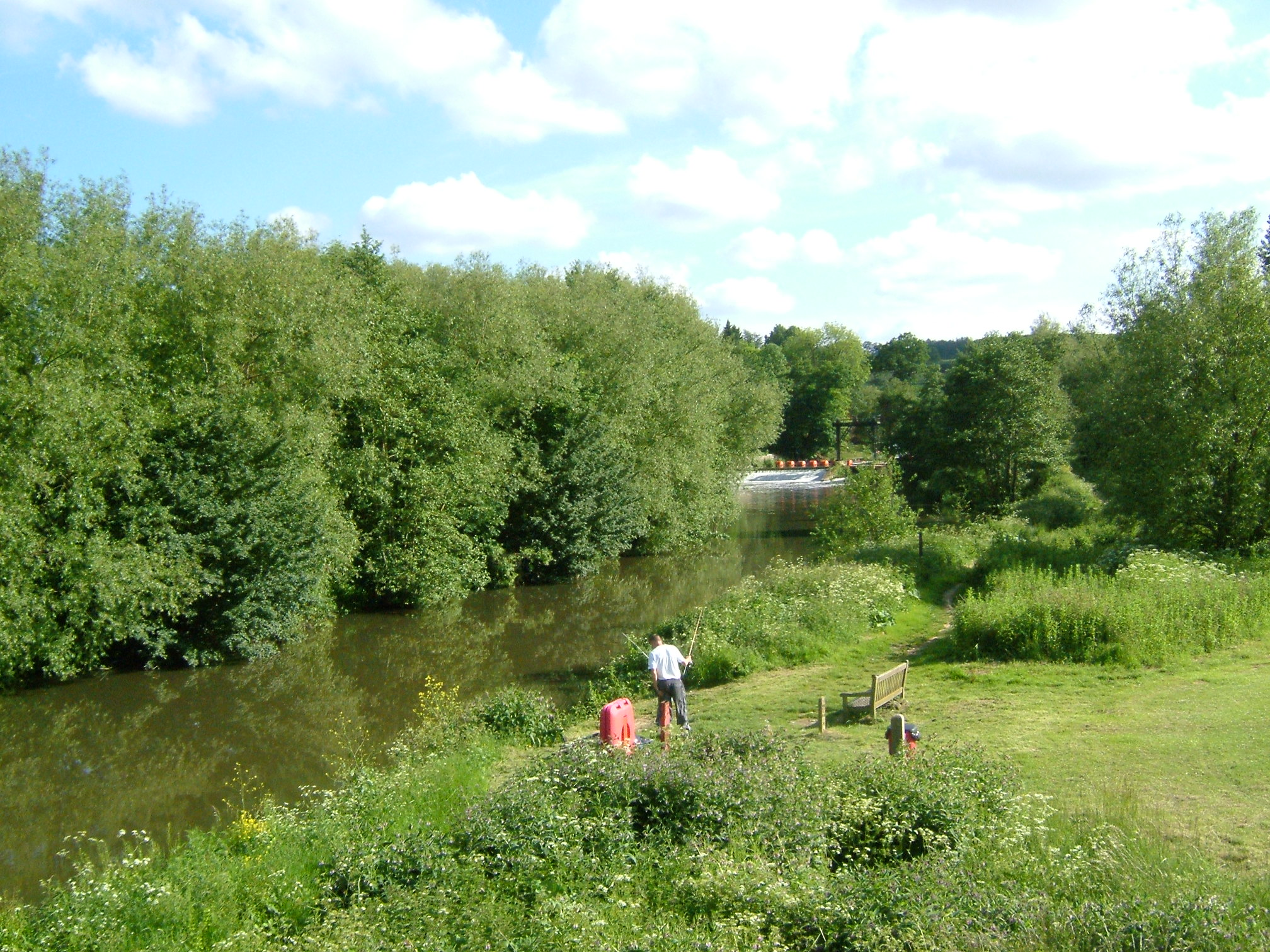
Вверх по течению от моста Тестон
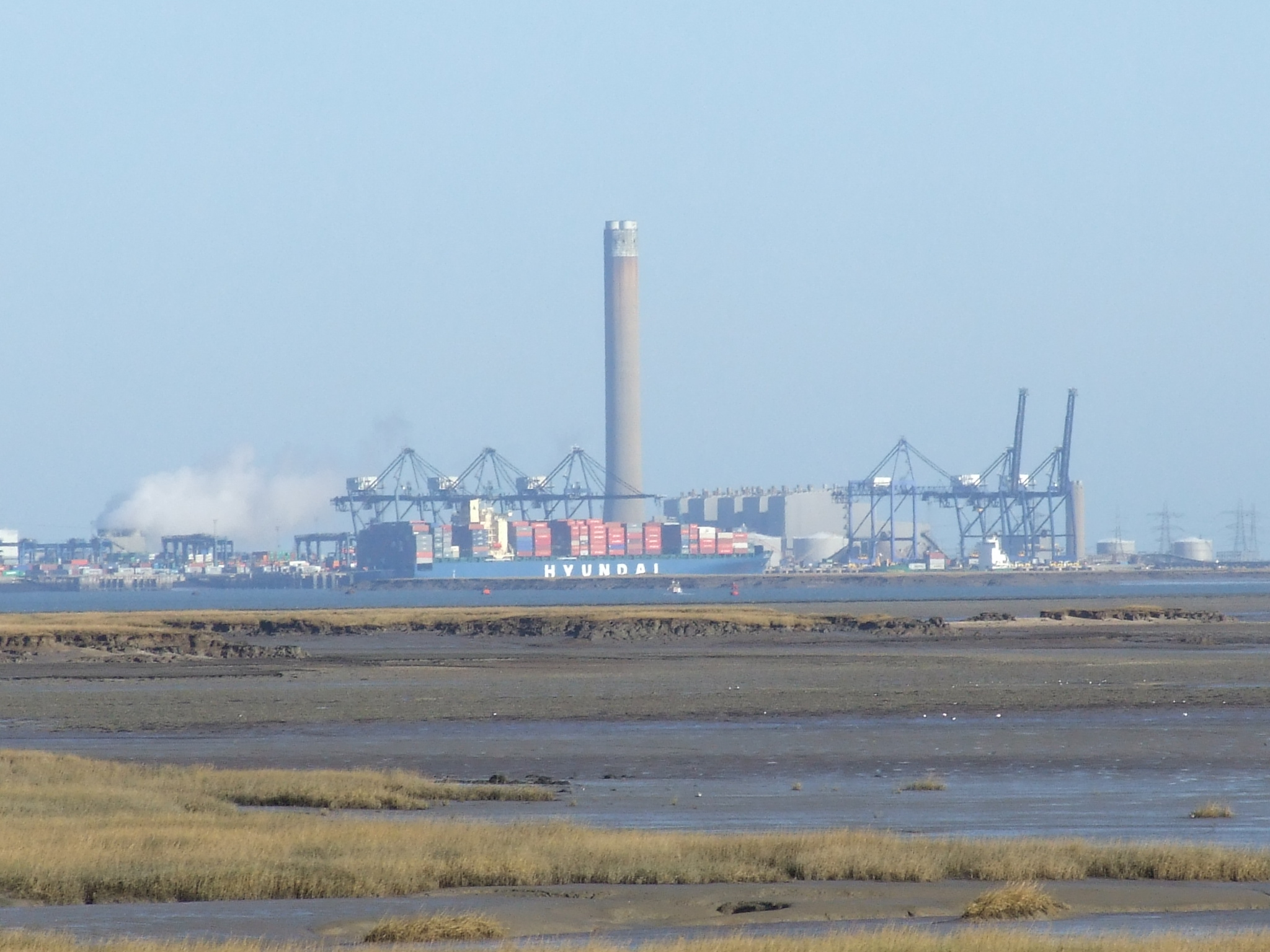
Электростанция
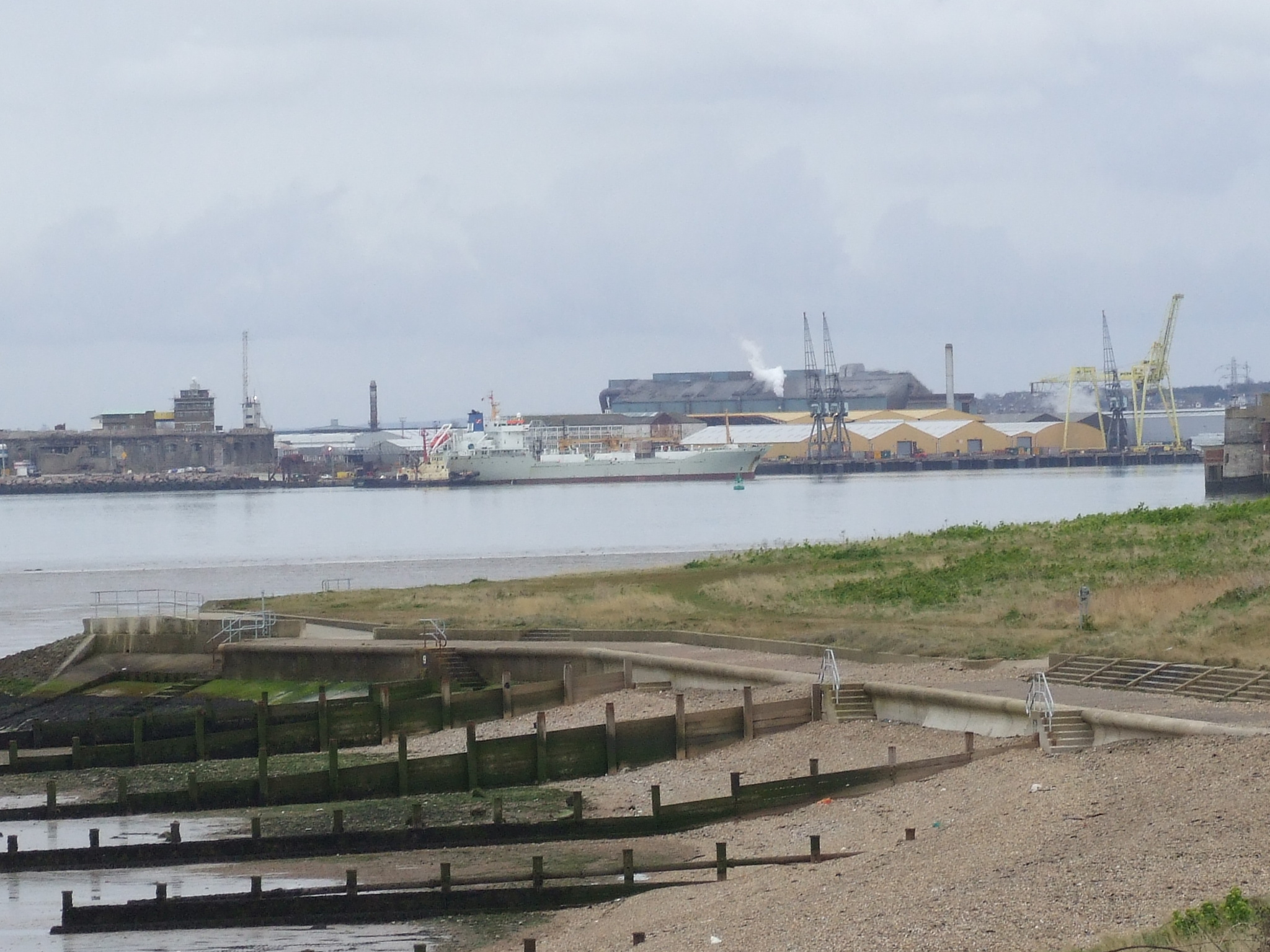
Устье реки Медуэй, Ширнесс
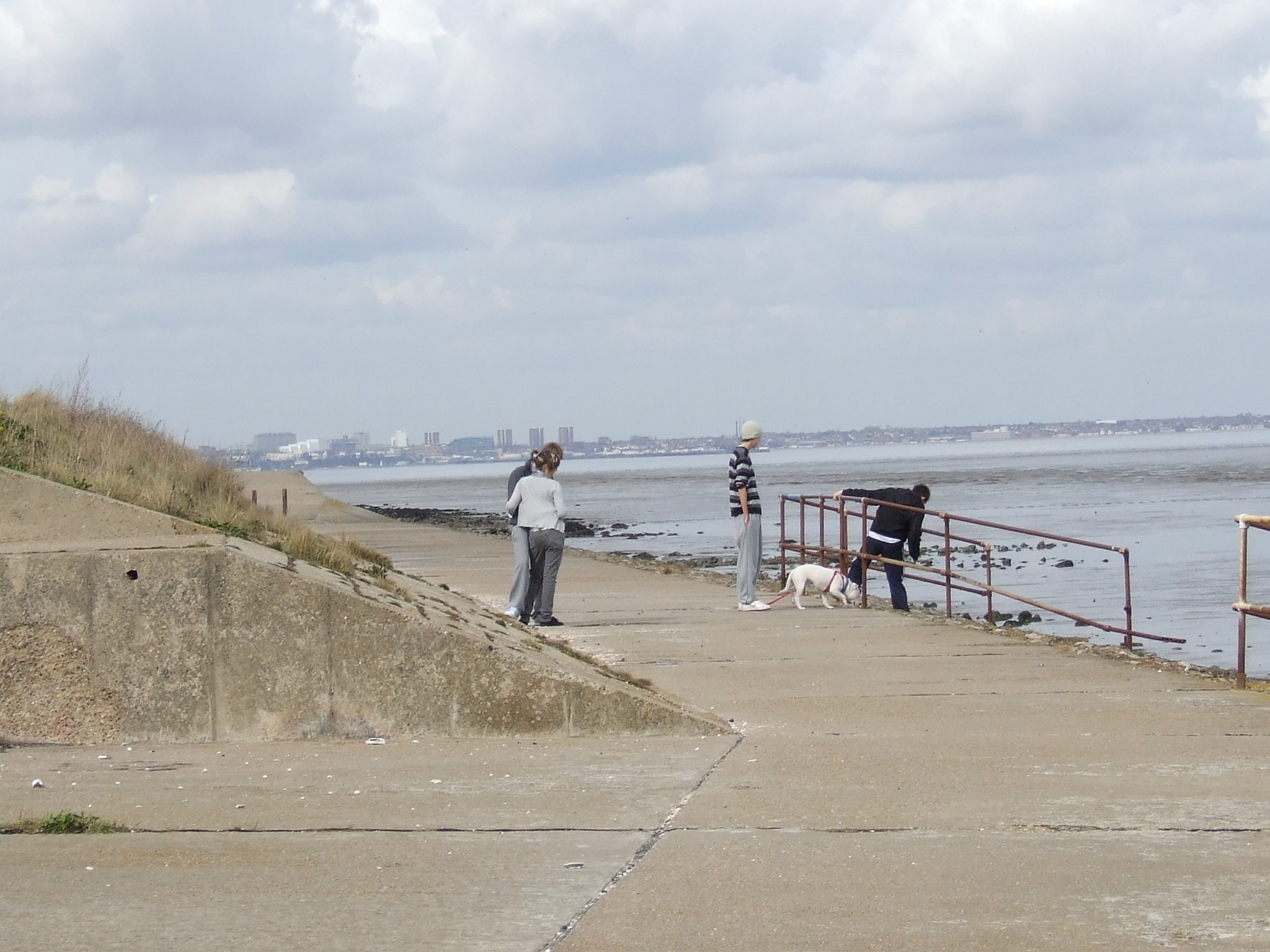
В устье реки